# Luxemburgo en los Juegos Olímpicos de Ámsterdam 1928
Luxemburgo estuvo representado en los Juegos Olímpicos de Ámsterdam 1928 por un total de 48 deportistas, 46 hombres y 2 mujeres, que compitieron en 10 deportes.
El portador de la bandera en la ceremonia de apertura fue el atleta Georges Schmit. El equipo olímpico luxemburgués no obtuvo ninguna medalla en estos Juegos.